# Matthew Vaughn
Matthew Allard de Vere Drummond (tên lúc sinh Matthew Allard Robert Vaughn; sinh ngày 7 tháng 3 năm 1971) là nhà sản xuất phim, đạo diễn và biên kịch người Anh. Ông đã sản xuất các bộ phim bao gồm Lock, Stock and Two Smoking Barrels (1998) và Snatch (2000), và đạo diễn Layer Cake (2004), Stardust (2007), Kick-Ass (2010), X-Men: First Class (2011), Kingsman: The Secret Service (2014), và phần tiếp theo của nó Kingsman: The Golden Circle (2017).

## Thời trẻ
Vaughn sinh ở Paddington, London, Anh. Cho đến năm 2002, anh đã nghĩ rằng mình là đứa con của mối quan hệ giữa mẹ anh, bà Kathy Ceaton (mất ngày 20 tháng 7 năm 2013) và nam diễn viên người Mỹ Robert Vaughn. Một cuộc điều tra về quan hệ cha con  vào những năm 1980 đã tiết lộ rằng Robert Vaughn không phải là cha của anh ta, nhưng Ceaton không bao giờ tiết lộ khác với Vaughn. Khi hỏi mẹ về mối quan hệ cha con thực sự của mình, bà tiết lộ rằng cha mình là George Albert Harley de Vere Drummond, một quý tộc người Anh là con đỡ đầu của Vua George VI. Đầu đời của Vaughn, trước cuộc điều tra quan hệ cha con, Robert Vaughn đã yêu cầu họ của đứa trẻ là Vaughn, và ngày nay nó vẫn tiếp tục là tên chuyên nghiệp của Vaughn, mặc dù bây giờ anh ta sử dụng de Vere Muffond trong cuộc sống cá nhân của mình.